# William Least Heat-Moon
William Least Heat-Moon, pseudonimo di William Trogdon (Kansas City, 27 agosto 1939), è uno scrittore statunitense.

## Biografia
William Least Heat-Moon è un insegnante di lingua inglese con origini native americane che all'età di 38 anni, dopo essersi separato dalla moglie, cambia nome (che, con riferimento al linguaggio dei nativi americani, significa Luna del calore) e si mette in viaggio negli Stati Uniti per tre mesi con un furgone malandato nel quale dorme. Durante tale periodo scrive quello che è considerato il suo capolavoro, Strade blu, divenuto oggi un classico della letteratura di viaggio on the road, tradotto in moltissimi paesi: primo di una trilogia narrativa di viaggi attraverso gli Stati Uniti che ripercorre la via della colonizzazione e della conquista dell`Ovest selvaggio, i testi sono arricchiti da citazioni bibliografiche e dissertazioni filosofiche sul tema dell'esplorazione e della scoperta di luoghi periferici e dimenticati, che avvicinano lo stile di Least-Heat Moon a quello di Bruce Chatwin.
Strade blu - per 34 settimane ai vertici della classifica dei best seller del New York Times tra il 1982 e il 1983 - è la cronaca di un viaggio di tre mesi attraverso gli USA, che l'autore ha realizzato nel 1978 dopo aver perso il suo lavoro di insegnante ed essere stato lasciato dalla moglie. L'autore ha viaggiato per 13.000 miglia, quanto più possibile su strade secondarie, spesso segnate in blu sulle cartine, cercando di evitare le città. Vivendo nel retro del suo van, egli ha visitato piccole città come Nameless (Tennessee), Hachita e Bagley (Minnesota) per toccare luoghi in America non toccati dalle catene di fast food e dalle autostrade. Il libro racconta dei colloqui con la gente incontrata nei bar come della propria ricerca interiore.
Oltre alla trilogia, Least Heat Moon ha scritto anche Columbus in the Americas (2002), una breve storia del viaggio di Cristoforo Colombo e Roads to Quoz (2008), un altro libro di viaggi che differisce dal modello della trilogia nel senso che non descrive un solo lungo viaggio ma una serie di viaggi brevi.

## Opere
- Strade blu. Un viaggio dentro l'America, Torino, Einaudi, 1988
- Prateria. Una mappa in profondità, traduzione di Igor Legati, Collana Supercoralli, Torino, Einaudi, 1994, ISBN 978-88-061-2923-1.
- Nikawa. Diario di bordo di una navigazione attraverso l’America, Torino, Einaudi, 2000
- Colombo nelle Americhe (Columbus in the Americas, Turning Points in History, 2002), traduzione di M. Bosonetto, Collana L'Arcipelago, Torino, Einaudi, 2003, ISBN 978-88-061-6531-4.
- Le strade per Quoz. In giro per l'America (Roads to Quoz: An American Mosey, 2008), traduzione di M. Capuani, Collana Frontiere, Torino, Einaudi, 2011, ISBN 978-88-061-9998-2.
- Here, There, Elsewhere: Stories from the Road, Little, Brown and Company, 2013.
- An Osage Journey to Europe 1827-1830: Three French Accounts, University of Oklahoma Press, 2013.
- Writing Blue Highways: The Story of How a Book Happened, University of Missouri Press, 2014.
- Celestial Mechanics: A Tale for Mid-Winter Night, Three Room Press, 2017.